# Gottfried Georgi
Gottfried Georgi (* 10. August 1731 in Wachholzhagen; † Februar 1801 in Stargard in Pommern) war ein deutscher Kommunaljurist. Er war von 1784 bis zu seinem Tode Oberbürgermeister von Stargard in Pommern. 
Sein Vater Johann Georgi (* 1702; † 1783) war evangelischer Geistlicher; er war seit 1727 als Adjunkt in Wachholzhagen tätig und wurde 1758 Pastor und Präpositus in Kolbatz.
Gottfried Georgi besuchte das Joachimsthalsche Gymnasium und studierte dann Rechtswissenschaften an der Universität Halle. Im Jahre 1755 wurde er Justitiar im Amt Ferdinandshof. 1762 wechselte er auf die Stelle des Justizbürgermeisters in Greifenhagen. 
1769 wurde er Justizdirektor und (zweiter) Bürgermeister in Stargard. Hier wurde er 1784 zum städtischen Landrat und Oberbürgermeister („dirigierender Bürgermeister“) gewählt. Er blieb im Amt bis zu seinem Tode 1801. Sein Nachfolger im Amt wurde Johann Daniel Wutsdorff. 
Gottfried Georgi hatte mehrere Kinder. Sein Sohn Johann Friedrich August Georgi war zunächst ab 1787 Professor am Collegium Groeningianum in Stargard und dann ab 1791 Pastor in Kollin und Strebelow.